# 西村理香
西村 理香（にしむら りか）は、日本で活躍したタイ王国出身の少女モデル。

## 来歴・人物
1990年代の日本で少女ヌードモデル、ロリータモデルとして活躍した。1980年代前半に人気を博した倉橋のぞみ、諏訪野しおり、花咲まゆに続く知名度があった。
1980年代初頭から成人漫画雑誌、イラストやコミックなどの分野で起こったロリコンブーム以前には、1970年頃から始まった美術写真集の一つにすぎなかった少女ヌード写真集を少数冊出版していた版元にて、写真家清岡純子などが作品を公開していた。この傾向の写真家たちは、のちに活動場所の出版社を成人向出版部門を持つ版元と契約して、このブームと連携から過熱したが、清岡らの作品が法摘発されたのちに、社会意識の変化から1988年頃には低迷した。一定のコンセンサスが成立し漫画は描写で自主規制を強め、写真集の出版数は激減し社会倫理から企画制作で日本人モデルを起用する事自体に困難が付きまとう事態となったが1990年前後から新進気鋭の力武靖ら写真家がおもに東南アジア人モデルを起用した写真集の刊行を開始した。一連の制作で篠原茜などに続くモデルの一人に西村は登場した。
力武靖の撮影により、11歳から16歳頃まで写真集とビデオを発売。『目覚める前に』（力武靖写真事務所）でデビュー。国籍、プロフィールや本名は伏せて隔月刊アリスクラブ（発行コアマガジン社）などのグラビアに掲載、日本のお嬢様風な顔立ち・スレンダーな裸体・ツボミの様な胸・きれいな股間が当時のファンを惹きつけた。
タイの家庭で母に逃げられ父が酒飲みの中、身売りされそうになったところを力武に見出された。ヌード写真撮影を行い毎月対価を払うという条件で伯母の下に置いてもらえる様に、力武は親戚と交渉し説得した。それをきっかけとして、ロリータモデルとして日本で紹介されることとなった。
2004年以降には成人後の22歳、24歳の様子をDVD、雑誌グラビアやネット配信で発表している。
1999年末には「児童買春、児童ポルノに係る行為等の処罰及び児童の保護等に関する法律」の施行に伴い、日本において当初の写真集やビデオの販売は違法となったが、施行前夜には彼女の作品を買い求める行列ができたという。2004年5月、過去に発売された写真集から適法範囲である着衣写真のみで構成した、メモリアル写真集『伝説の美少女 西村理香』（ISBN 978-4776900313）が発売される。この写真集の販売において、Amazonでの出版社コメントに「一時、売れすぎて配送までの時間が何週間もかるという状態になっていました」とのお詫びコメントが掲載されたことからも、その人気の継続のほどを窺い知ることができる。

## 写真集ほか
- 目覚める前に（力武靖写真事務所）1994年発行 ISBN 4-915979-02-4
- FRIENDSⅣ「よりみち」（ペペ）1995年発行※三浦佳代子と共演
- FRIENDSⅤ｢6人の天使たち」（ペペ）1996年発行※三浦佳代子、湯沢厚子、新井真美、島澤智子、大野弥生との共演
- 百万レムの視線（力武靖写真事務所）1996年発行 ISBN 4-915979-10-5 ※他写真集転載した複数モデルのオムニバス
- SixYears三部作
  - SixYears11･12（力武靖写真事務所）1998年1月発行
  - SixYears13･14（力武靖写真事務所）1998年1月発行
  - SixYears15･16（力武靖写真事務所）1998年1月発行

- ジェニー達の肖像 Portraits of Jennie4 （力武靖写真事務所）1998年発行	※複数モデルのオムニバス
- ラストクリスマス（リップス）1999年発行三和出版
- 少女公論 第3号 （三和出版）2005年3月発行 ISBN 4776900785　※撮影時22歳

## 動画（DVD）
- 「メイキングビデオシリーズパートⅢまた会う日まで」※写真集「目覚める前に」と同時撮影
- 「西村理香22歳　女神転生」2005年